# Dousti
Dousti (persisch für „Freundschaft“; englische Schreibweise auch Doosti) war ein iranischer Erdbeobachtungssatellit, der von der Scharif-Universität für Technologie in Teheran entwickelt wurde.

## Entwicklung
Am 12. Juli 2016 kündigte Mohsen Bahrami, zu der Zeit Leiter der Iranischen Weltraumagentur, den Start von „mindestens zwei“ von drei Satelliten an, deren Entwurf und Herstellung abgeschlossen seien. Der Start solle bis März 2017 erfolgen. Neben dem Kommunikationssatelliten Nahid waren dies die beiden zur Erdbeobachtung vorgesehenen Geräte Amir Kabir-1 und Dousti. Nachdem der mittlerweile für Anfang 2018 avisierte Start von Dousti nicht erfolgt war, konnten im Dezember des Jahres die dafür nötigen Tests abgeschlossen werden. Am 4. Februar 2019 wurde der Start von der iranischen Regierung als unmittelbar bevorstehend angekündigt.

## Start und Verlust
Der 52 kg schwere Satellit sollte in einer erdnahen Umlaufbahn in Höhen zwischen 250 und 310 Kilometern die Erde umkreisen. Der Start mit einer Trägerrakete vom Typ Safir-1B vom Imam Khomeini Spaceport des Semnan Space Centers wurde am 5. Februar 2019 vorbereitet. Die iranische Regierung verkündete am 8. Februar einen Erfolg der Mission, obwohl schon mindestens zwei Tage zuvor feststand, dass der Startversuch gescheitert war.